# Molophilus (Molophilus) perpendicularis
Molophilus (Molophilus) perpendicularis is een tweevleugelige uit de familie steltmuggen (Limoniidae). De soort komt voor in het Australaziatisch gebied.